# Sharanga
Sharanga est l'arc céleste du dieu hindou Vishnou. Vishnou possède également d'autres armes comme le Chakra Sudarshana, le Narayanastra, le Vaishnavastra, la masse Kaumodaki et l'épée Nandaka. En Inde du Sud, ( Telangana, Andhra Pradesh, Tamil Nadu, Kerala ), Sharanga est également appelé Kodanda. Dans des poèmes écrits par Ramadasa, le poète a utilisé des mots tels que Kodandapani pour désigner le Seigneur Rāma, désignation reprise par Mirabhai. 
Cet arc a été fabriqué par Vishvakarma, l'architecte cosmique et fabricant d'armes, avec le Pinaka, l'arc de Shiva. Brahmā a voulu savoir qui était le meilleur archer, Vishnou ou Shiva. Brahma a créé une dispute entre les deux, ce qui a conduit à un terrible duel. L'impact de leur combat était tel que l'équilibre de l'univers entier était perturbé. Mais Vishnou fut capable de paralyser Shiva avec ses flèches. Tous les Devas conduits par Brahma lui-même les prièrent de s'arrêter, déclarant que Vishnou était le vainqueur puisqu'il était capable d'étourdir Shiva. En colère, Shiva donna son arc Pinaka à un roi, ancêtre du roi Janaka, père de Sita. Vishnou a également décidé de faire de même et a salué le sage Richika. Par la suite, Sharanga est entré en possession de Parashurama, sixième avatar de Vishnou et du petit-fils de Richika. 

## Ramayana
Rama est la 7e incarnation du Seigneur Vishnou. Pendant le Swayamvar de Sītā, Rama soulève le Pinaka, l'arc divin du Seigneur Shiva, conformément aux conditions du concours. Rama a essayé d'attacher la corde de Pinaka et de l'utiliser, mais il le cassa. Le sage Parashurama arrive et défie le seigneur Rama de tenir Sharanga s'il le pouvait. Lord Rama le soulève facilement. Dans certaines versions, il est également dit que Parashurama perd son pouvoir, obtenu comme incarnation du seigneur Vishnou, par le seigneur Rama qui remet Sharanga au seigneur Rama. Il est également dit que Rama est apparu en tant que Lord Vishnou pour Parashurama après avoir tenu Sharanga. Parashurama a immédiatement béni le Seigneur Rama et lui a suggéré d'utiliser Sharanga comme arc tout au long de sa vie. Lord Rama obéit poliment aux paroles de Parashurama. Rama a mené de nombreuses batailles uniquamenet avec cet arc céleste comme notamment la bataille entre Rama et Ravana. Il a tué beaucoup de guerriers puissants comme Ravana ou Kumbhakarna en utilisant ce Sharanga. Au moment de l'ascension; Rama le donne au dieu Varuna, le seigneur de l'hydrosphère[source insuffisante]. 

## Mahabharata
L'épopée du Mahabharata narre comment un certain roi Śvetaki se livrant à des sacrifices excessifs et faisant preuve d'un manque de considération et de jugement, fait travailler excessivement Agni, le feu sacrificiel, qui tombe malade, perd ses couleurs et son appétit.
Agni sollicite l'aide de Brahmā. Celui-ci lui dit de brûler toute la forêt de Khandava pour résoudre le problème et satisfaire sa faim. Agni sut que Takshaka, le roi-serpent, vivait dans la même forêt et était un ami d'Indra. Indra a également promis qu'il serait du côté de Takshaka pour sauver la forêt. En se promenant dans la Khandava Vana, Arjuna, un des principaux héros de l'épopée, et Krishna ont rencontré Agni. Agni a expliqué la situation et Krishna a promis à Agni qu'il serait avec Arjuna à ses côtés. Arjuna a dit à Agni que lui et le Seigneur Krishna avaient besoin d'arcs et d'armes célestes pour se battre contre des guerriers divins tels que le Seigneur Indra. Agni leur a dit qu'il pourrait fournir des armes avec l'aide de Varuna. Alors Arjuna a obtenu l'arc céleste Gandiva et Akshaya thruthiya. Krishna a eu le Sudarshana Chakra et le Sharanga pendant le Khandava-dahana. 
Dans cette guerre, Krishna s'est battu contre le reste des dieux et Arjuna s'est battu contre Indra. Krishna et Arjuna ont gagné la guerre. À partir de ce moment, Krishna a utilisé ce Sharanga comme son arc personnel. Dans la guerre entre Krishna et Arjuna, le seigneur Krishna a également utilisé le Sharanga. C’est la raison pour laquelle ni Krishna ni Arjuna n’ont pris le dessus dans la guerre. Juste avant son ascension, le Seigneur Krishna l’a rendu à Varuna en le jetant dans l’océan, le domaine de Varuna[réf. nécessaire]. Sharanga apparaît également lors d'un duel entre Krishna et Shalva, le démon des pouvoirs mystiques. Shalva frappe le bras gauche de Krishna, qui fait tomber Sharanga. Plus tard, Krishna coupe la tête de Shalva avec le Sudarshana Chakra.